# 1948 في اليابان
فيما يلي قوائم الأحداث التي وقعت خلال عام 1948 في اليابان.

## سياسة

### تعيين في المنصب
- 10 مارس – هيتوشي أشيدا رئيس وزراء اليابان.
- 15 أكتوبر – يوشيدا شيغه-رو رئيس وزراء اليابان.

### انتهاء فترة المنصب
- 10 مارس – تتسو كاتاياما رئيس وزراء اليابان.
- 10 مارس – هيتوشي أشيدا نائب رئيس وزراء اليابان [الإنجليزية]‏،رئيس وزراء اليابان.

## كتب
من الكتب التي صدرت هذه السنة في اليابان:
- 1 يناير – لم يعد بشرا من تأليف أوسامو دازاي.

## مواليد

### يناير
- 1 يناير – ياسو سايتو دبلوماسي ياباني.
- 7 يناير – أشيرو ميزوكي
- 29 يناير – مامورو موري

### فبراير
- 13 فبراير – إيزو كينموتسو لاعب جمباز فني ياباني.

### مارس
- 10 مارس – سانجي اينو
- 15 مارس – يوساكو يارا مؤدّي صوت ياباني.

### أبريل
- 14 أبريل – سوكيهيرو توميتا
- 16 أبريل – كازويوكي سوغابي ممثل ياباني.

### مايو
- 5 مايو – تاكاشي كوواهارا لاعب كرة قدم ياباني.
- 20 مايو – تيشو غيندا

### يوليو
- 12 يوليو – كوجي توتاني
- 22 يوليو – جورج وليام كيسي جونيور ضابط من الولايات المتحدة الأمريكية.

### أغسطس
- 8 أغسطس – أكيرا ماتسوناغا لاعبو كرة قدم يابانيون (1948).
- 19 أغسطس – توشيو سوزوكي

### أكتوبر
- 21 أكتوبر – هاشيزومي دايسابرو عالم اجتماع ياباني.

### نوفمبر
- 12 نوفمبر – بانجو غينغا
- 20 نوفمبر – كينجيرو شينوزوكا

## وفيات

### مارس
- 6 مارس – هيروشي كيكوتشي (مواليد 1888) كاتب ومؤلف ياباني.

### أبريل
- 17 أبريل – كانتارو سوزوكي (مواليد 1868)
- 20 أبريل – ميتسوماسا يوناي (مواليد 1880) سياسي ياباني.

### مايو
- 23 مايو – مينوبه تاتسوكيتشي (مواليد 1873) سياسي ياباني.

### يونيو
- 13 يونيو – أوسامو دازاي (مواليد 1909)

### ديسمبر
- 23 ديسمبر – ايواني ماتسوي (مواليد 1878)
- 23 ديسمبر – كوكي هيروتا (مواليد 1878) سياسي ياباني.
- 23 ديسمبر – هيديكي توجو (مواليد 1884)